# Pony (альбом Орвилла Пека)
| Совокупная оценка    | Совокупная оценка |
| Источник             | Оценка            |
| -------------------- | ----------------- |
| Metacritic           | 77/100            |
| Оценки критиков      |                   |
| Источник             | Оценка            |
| Allmusic             | [ 2 ]             |
| Clash                | 8/10              |
| Exclaim!             | 7/10              |
| The Line of Best Fit | 8.5/10            |

Pony — дебютный студийный альбом канадского кантри-певца Орвилла Пека, вышедший 22 марта 2019 года на лейбле Sub Pop. Продюсером был сам Пек.
В альбоме представлены такие музыкальные стили как кантри, альтернативное кантри и cowboy pop, а также элементы готик-рока, шугейзинга, инди-рока, сёрф-рока, госпел, фолка.

## Об альбоме
Альбом получил положительные отзывы музыкальных критиков и интернет-изданий: Allmusic, Clash, Exclaim!, The Line of Best Fit.

### Итоговые списки
| Публикация | Список                        | Ранг |
| ---------- | ----------------------------- | ---- |
| Clash      | Clash Albums Of The Year 2019 | 10   |
| The Fader  | Best Albums of the Year       | N/A  |
| NME        | 50 Best Albums of the 2019    | 39   |
| PopMatters | The 70 Best Albums of 2019    | 69   |
| Thrillist  | Best Albums of 2019           | 26   |

### Награды и номинации
Pony был включен в первоначальный длинный список конкурса 2019 Polaris Music Prize года в июне 2019 года. Альбом также был номинирован на премию Juno Award в категории Alternative Album of the Year на церемонии Juno Awards of 2020.
| Награда             | Год  | Получатель | Категория                     | Результат | Ссылка |
| ------------------- | ---- | ---------- | ----------------------------- | --------- | ------ |
| Polaris Music Prize | 2019 | Pony       | Album of the Year (Longlist)  | Номинация | [ 8 ]  |
| Juno Awards         | 2020 | Pony       | Alternative Album of the Year | Номинация | [ 9 ]  |
| A2IM Libera Awards  | 2020 | Pony       | Best Country Album            | Победа    | [ 10 ] |

## Список композиций
| №                   | Название                                    | Автор(ы)                | Длительность |
| ------------------- | ------------------------------------------- | ----------------------- | ------------ |
| 1.                  | «Dead of Night»                             | Орвилл Пек Louise Burns | 3:59         |
| 2.                  | «Winds Change»                              | Пек Duncan Hay Jennings | 2:59         |
| 3.                  | «Turn to Hate»                              | Пек                     | 4:56         |
| 4.                  | «Buffalo Run»                               | Пек                     | 3:18         |
| 5.                  | «Winds Change»                              | Пек                     | 3:18         |
| 6.                  | «Kansas (Remembers Me Now)»                 | Пек Jennings            | 3:36         |
| 7.                  | «Old River»                                 | Пек                     | 1:02         |
| 8.                  | «Big Sky»                                   | Пек                     | 3:32         |
| 9.                  | «Roses Are Falling»                         | Пек                     | 3:06         |
| 10.                 | «Take You Back (The Iron Hoof Cattle Call)» | Пек                     | 3:28         |
| 11.                 | «Hope to Die»                               | Пек                     | 4:30         |
| 12.                 | «Nothing Fades Like the Light»              | Пек                     | 3:47         |
| Общая длительность: | Общая длительность:                         | Общая длительность:     | 41:52        |

## Позиции в чартах
| Чарт (2020)                            | Высшая позиция |
| -------------------------------------- | -------------- |
| США (Billboard Top Heatseekers Albums) | 5              |
| США (Billboard Independent Albums)     | 27             |
| США (Billboard Top Album Sales)        | 94             |